# Arisarum
Arisarum, és un gènere de plantes angiospermes de la família de les aràcies.

## Descripció
Formen un tipus d'inflorescència anomenada espàdix amb una gran bràctea que protegeix les flors. Les espècies del gènere Arisarum s'assemblen molt a les del gènere Arum, exceptuada la forma que té l'espata de la flor.

## Distribució
Són plantes natives de la Mediterrània fins al Caucas del Sud i part de la Macaronèsia.

## Taxonomia
Dins d'aquest gènere es reconeixen tres espècies i un híbrid:

### Espècies
- Arisarum proboscideum (L.) Savi
- Arisarum simorrhinum Durieu - cugoti[2][a]
- Arisarum vulgare O.Targ.Tozz. - rapa de frare[2]

### Híbrid
- Arisarum × aspergillum Dunal